# Chipilo
Chipilo, oficialmente llamada Chipilo de Francisco Javier Mina es un pequeño pueblo mexicano del estado de Puebla, localizado a 12 kilómetros al sur de la ciudad de Puebla, en el Municipio de San Gregorio Atzompa. Se encuentra a 2150 metros sobre el nivel del mar. Su nombre oficial honra la memoria de Francisco Javier Mina. El gentilicio para las personas originarias de Chipilo es chipileño/chipileña. La mayoría de los habitantes de Chipilo hablan el chipileño, una variedad del idioma véneto.

## Toponimia
Los primeros veinte años, la ciudad fue bautizada como Colonia Fernández Leal. Fue llamada también con el nombre indígena "Chipilloc", pero en 1899 fue oficialmente calificada como 'pueblo independiente', y recibió el nombre de "Francisco Javier Mina" por requisitos de la época (aunque sus habitantes siguieron llamándola 'Chipilo').
Este nombre, Chipilo (lugar de pequeños), proviene del náhuatl chipilli ("pequeño hijo"),[cita requerida], el sufijo abstracto -yotl y el locativo -c.
La lingüista estadounidense Carolyn McKay ha utilizado Cipilo y cipilegno al proponer una escritura para el idioma véneto que se habla en esta localidad, con una fuerte influencia de la lengua italiana al intentar italizar un topónimo del náhuatl.[cita requerida]

## Historia
Chipilo fue fundado el 8 de octubre de 1882 por inmigrantes italianos provenientes de la región septentrional del Véneto, aunque también hubo algunos piamonteses y lombardos entre los fundadores.
La mayoría de ellos vinieron de Segusino y de los pueblos aledaños en las provincias de Treviso y Belluno, como Quero, Valdobbiadene, Feltre y Maser. En este sentido, la inmigración italiana a Chipilo difiere de la de otros lugares de América, pero se asemeja a la de las regiones agrarias de Argentina, zonas en donde la mayoría de los inmigrantes provienen de las regiones del Centro-Norte de Italia.[cita requerida]

Chipilo está en la carretera Atlixco-Puebla, y salta a la vista como un pueblo poco usual. No tenemos plaza, kiosco, tampoco mercado, y en la cercanía de Cholula y entre pueblos de catedrales, la iglesia parece, por su sencillez, parroquia luterana. Estamos instalados en un extenso valle sembrado de alfalfa, a la vista de los volcanes y del cerro de la Malinche, y junto a un pequeño montículo que nosotros celosamente llamamos Monte Grappa, como la montaña cercana al pueblo alpino del que vinieron nuestros fundadores. En las calles no hay niños jugando cascaritas, ni policías; no hay pintas o pancartas de las elecciones, ni basura, ni tiendas de abarrotes en cada esquina. Hay un convento de salesianas, tres escuelas, la Casa de Italia, una biblioteca, la presidencia, una tienda de embutidos, carnes frías y quesos, y un par de cafeterías. Hay 2 bancos, una flota de autos relativamente nuevos, calles de concreto, y establos y carpinterías en el traspatio de cada casa. Es el pueblo de los "güeros" (italianos), 2700 habitantes, descendientes de los 424 inmigrantes que llegaron en 1882. Casi todos tienen casa con agua, drenaje, luz, y educación.

Los inmigrantes italianos vinieron a México tras la firma de un contrato para traer colonos italianos a México, entre Francisco Rizzo y el secretario de Fomento Carlos Pacheco Villalobos, durante uno de los últimos procesos de colonización extranjera a México. Muchos de ellos se dedicaron a la ganadería. Los productos lácteos se volvieron famosos en muchos lugares de México. Durante los primeros 20 años de su fundación, Chipilo fue una colonia de extranjeros llamada Colonia Fernández Leal.
Los italianos de Chipilo en el pasado se han caracterizado por un vínculo importante hacia el Reino de Italia, hasta el punto de llamar "Monte Grappa" la colina sobre la ciudad. En esa colina, los emigrantes se enfrentaron en batalla contra los revolucionarios mexicanos para defender la colonia, que el gobierno de Porfirio Díaz les había pactado.[cita requerida]
El 25 de enero de 1917, cien chipileños armados defendieron su tierra contra cerca de 4.000 revolucionarios de Emiliano Zapata, que trató de arrasar el pueblo de Chipilo, refugiándose en el cerro llamado "Monte Grappa". El presidente Venustiano Carranza nombró "general" a Giacomo Berra, el jefe de los italianos en Chipilo, por esta victoria, que fue celebrada también por la prensa del Reino de Italia. Incluso Mussolini (que simpatizaba con México: había recibido el nombre Benito como homenaje a Benito Juárez) apreció lo hecho por los italianos de Chipilo y les donó una escuela, lo que favoreció el crecimiento económico de Chipilo.
Existen también asentamientos de familias chipileñas en otras zonas del país, como en Veracruz, Guanajuato y Querétaro, que en su mayoría siguen manteniendo la lengua véneta y siguen trabajando en la industria agropecuaria.[cita requerida]
Aunque en la actualidad la ciudad de Puebla está absorbiendo a Chipilo, este estuvo aislado la mayor parte del siglo XX. En parte se debe a que, a diferencia de lo que ocurriría con otros inmigrantes italianos que se establecieron en México, los chipileños conservaron sus tradiciones y sobre todo su idioma. La arquitectura de Chipilo recuerda un poco la de las aldeas alpinas en Italia.
En el siglo XXI, Chipilo busca una mayor autonomía en cuanto a gobierno. La municipalización de Chipilo es la respuesta a la búsqueda de una identidad propia de esta localidad que pretende gobernarse con esquemas distintos a los convencionales, la oficialización de la lengua chipileña, así como su enseñanza en los colegios de la localidad y un gobierno por usos y costumbres de manera similar a las comunidades indígenas. Son diversos los conflictos que se han registrado entre los chipileños con las autoridades de San Gregorio Atzompa, razón principal de una independencia y un nuevo modelo de municipios en todo el país.[cita requerida]

## Demografía

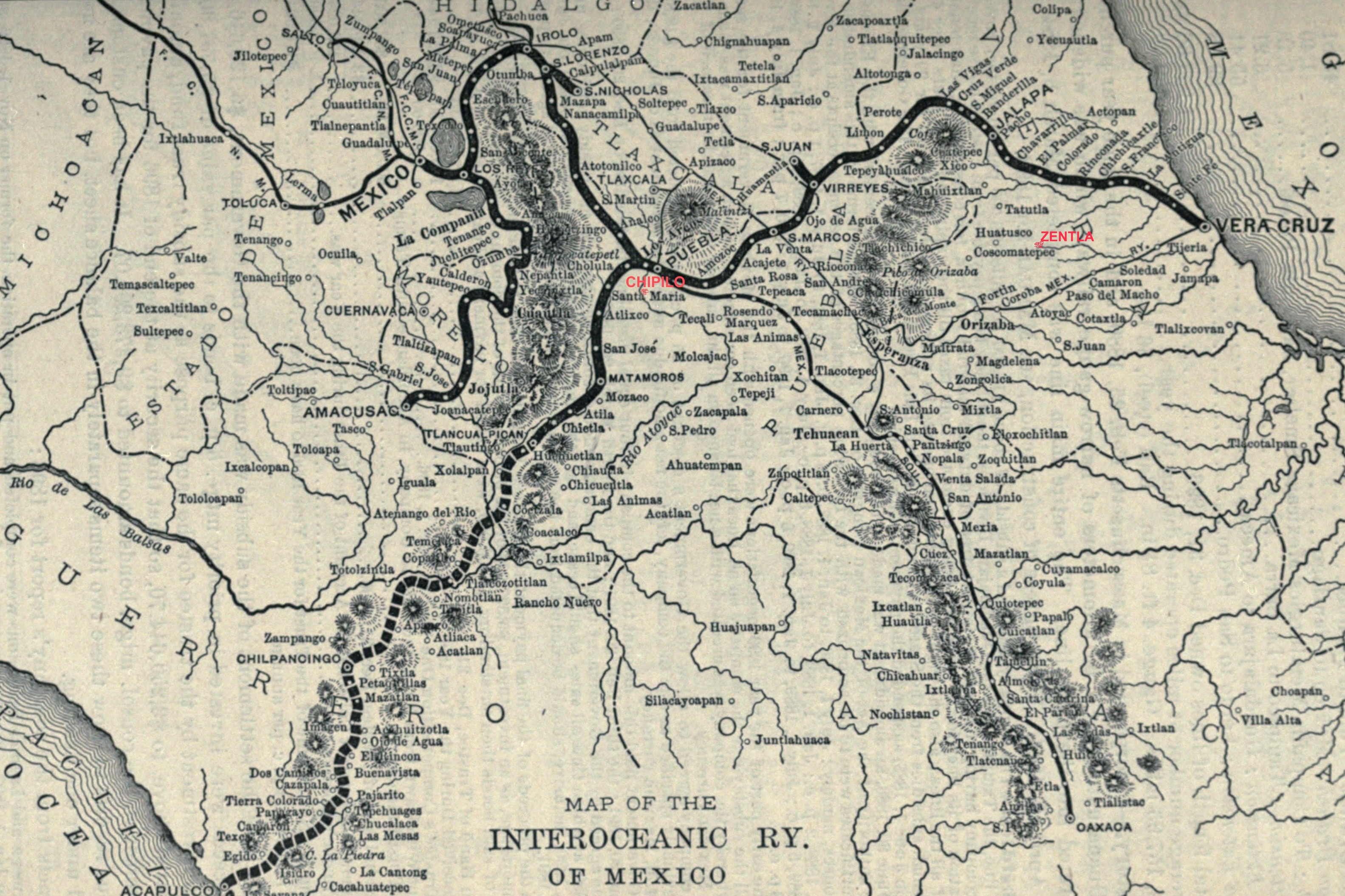
Mapa de 1897 donde se nota en rojo "Chipilo", cerca de la estación ferroviaria de Puebla.

Los chipileños constituyen en México una minoría étnica no reconocida oficialmente, que presenta rasgos etnoculturales propios y distintivos.

Hay que pensar en los terrenos de Chipiloc (o Chipilo) infestados de bandidos que en la pequeña colina que está sobre el pueblo hallaban refugio para acechar a las caravanas que transportaban mercancías por la carretera Panamericana; parece que los vénetos (de Segusino, Quero, etc.) reclutados para habitar en aquella colonia (inmersa en el territorio de la etnia cholulteca) fueron tomados como mercenarios baratos. En cambio, dieron prueba de saber cultivar la tierra, criar el ganado, confeccionar de manera muy adecuada todos sus productos, de saberlos comercializar, y también de defenderse con valor, parapetados en la misma colina que recibió el nombre de Monte Grappa, rechazando a quienes pusieron en peligro a sus seres queridos o a sus bienes. Sobre la Colonia Fernández Leal que luego se llamó Chipilo...y su dialecto en el aspecto lingüístico, porque siguen hablando su dialecto, véase MacKay...

Según el escritor y lingüista chipileño Eduardo Montagner Anguiano, que ha estudiado no solo la lengua véneta sino también el origen y escritura de los apellidos chipileños, actualmente en Chipilo hay solo 29 apellidos vitales, con posibilidades de transmisión generacional. Son los siguientes: Bagatella, Barbisan, Berra, Bortolini, Bortolotti, Bronca, Colombo, Crivelli, Dossetti, Galeazzi, Lavazzi, Martini, Mazzocco, Merlo, Minutti, Mioni, Montagner, Orlansino, Piloni, Précoma, Salvatori, Sebenello, Simoni, Spezia, Stefanoni, Vanzini, Zago, Zanella y Zecchinelli. Otros, como el Melo y el Facinetto, tienen comparativamente pocos portadores en Chipilo. Algunos más han desaparecido de la comunidad por extinción propia, como el Capaccioli y el Roman, y otros por emigración a otras zonas del país, por ejemplo Schievenin, Nani, Zoletto, Pasqualli, Berton, Padovani y Miotto. Varios apellidos chipileños sufrieron tergiversaciones gráficas naturales en procesos emigratorios, como del original Minute a Minutti, de Specia a Spezzia, de Sebenello a Sevenello, de Salvador a Salvatori, y a otros que terminaban en consonante les fue añadida una [i} al final: Barbisan-i, Bortolot-ti, Crivel-li, Mion-i, Pilon-i, Stefanon-i, Vanzin-i y Zecchinel-li, aunque en la pronunciación véneta de la comunidad todavía se pronuncien a la véneta, incluso algunos con fonemas inexistentes en español de México. También se observa una gradual castellanización y una hipercorrección gráfica en la escritura de algunos de ellos, sobre todo los comenzados en [s] más alguna otra consonante posterior: Stefanon = Stefanoni = Esteffanonni; Specia = Spezia = Spezzia = Especia o Espezzia. El caso del Facinetto o Faccinetto original, transformado con los años en 'Fascinetto', podría ser resultado de una visualización gráfica de la palabra 'fascismo', ya que en ningún otro caso se dio esta tergiversación gráfica. Algunas de estas tergiversaciones de la pronunciación original véneta de los apellidos se produjo desde antes de la emigración, en los pueblos originarios, debido a que el italiano no conoce palabras terminadas en consonante y trataban de italianizarlos: Sebenel a Sebenello, Crivel a Crivello, Bortolot a Bortolotto. Dos casos atípicos de transformación son el original lombardo Lavazza a Lavazzi y el original piamontés Dosetto a Dossetti, ya que los apellidos terminados originalmente en vocal, incluso algunos en [i], no presentaron cambio alguno (Bagatella, Berra, Bronca, Précoma, Zanella, Colombo, Mazzocco, Merlo, Zago, Bortolini, Galeazzi, Martini y Simoni). El único apellido terminado en consonante que no sufrió modificaciones es Montagner.

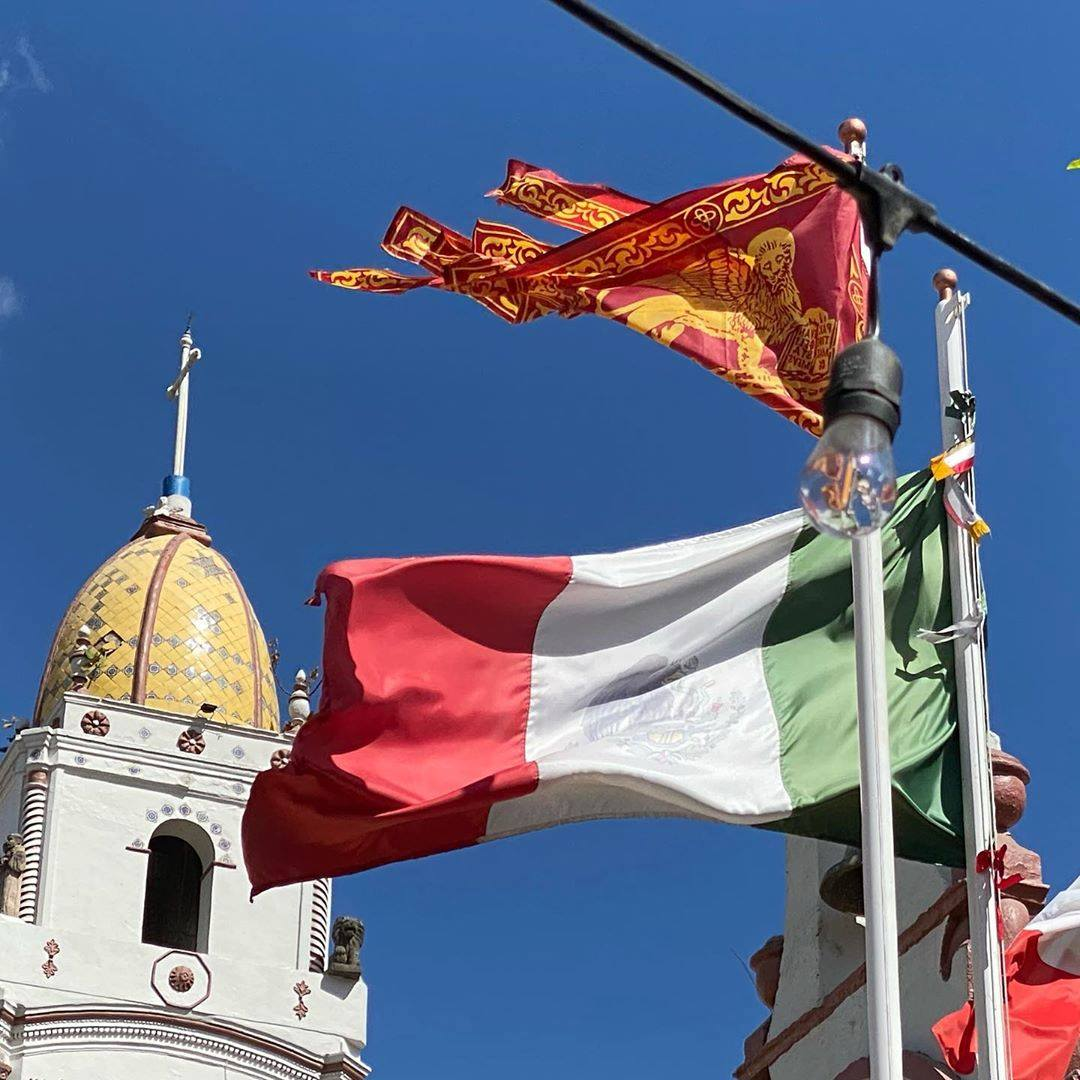
Parque de Chipilo, enero de 2020

| Año                    | 1882 | 2000  | 2005     | 2010     | 2020     |
| ---------------------- | ---- | ----- | -------- | -------- | -------- |
| Población total:       | 424  | 2,965 | 3,084    | 3,493    | 4,059    |
| Grado de marginación   | N/A  | N/A   | Muy Bajo | Muy Bajo | Muy Bajo |
| Grado de rezago social | N/A  | N/A   | Muy Bajo | Muy Bajo | Muy Bajo |

## Economía
Parte de la influencia de la cultura italiana de Chipilo en Puebla se ve reflejada, aparte de los productos lácteos que han dado renombre a la comunidad, en la creación de franquicias de la Italian Coffee Company, la heladería italiana Topolino ("Ratoncito") y la cadena de muebles fabricados en Chipilo llamada Segusino.[cita requerida]
Los chipileños son reconocidos por su gran labor artesanal de muebles, una influencia estilística que llegó de la región del Véneto y que hoy en día es el sustento de muchas familias que han prosperado gracias a esta actividad.

## Lengua y cultura
Hoy en día, la gente de Chipilo todavía habla la lengua véneta de sus bisabuelos. La variante véneta que se habla es el feltrino-belunés. Resulta sorprendente que el véneto chipileño no haya sido muy influido por el español, en comparación con Italia, que ha sido alterado por el idioma italiano. Aunque el gobierno estatal no lo ha reconocido, por el número de hablantes, el dialecto véneto es una lengua minoritaria de inmigración en Puebla. Sin embargo, desde hace algunos años los chipileños están trabajando por el reconocimiento de su lengua con conversaciones con el Instituto Nacional de Antropología e Historia y sobre todo con el trabajo cultural que realizan de manera constante.

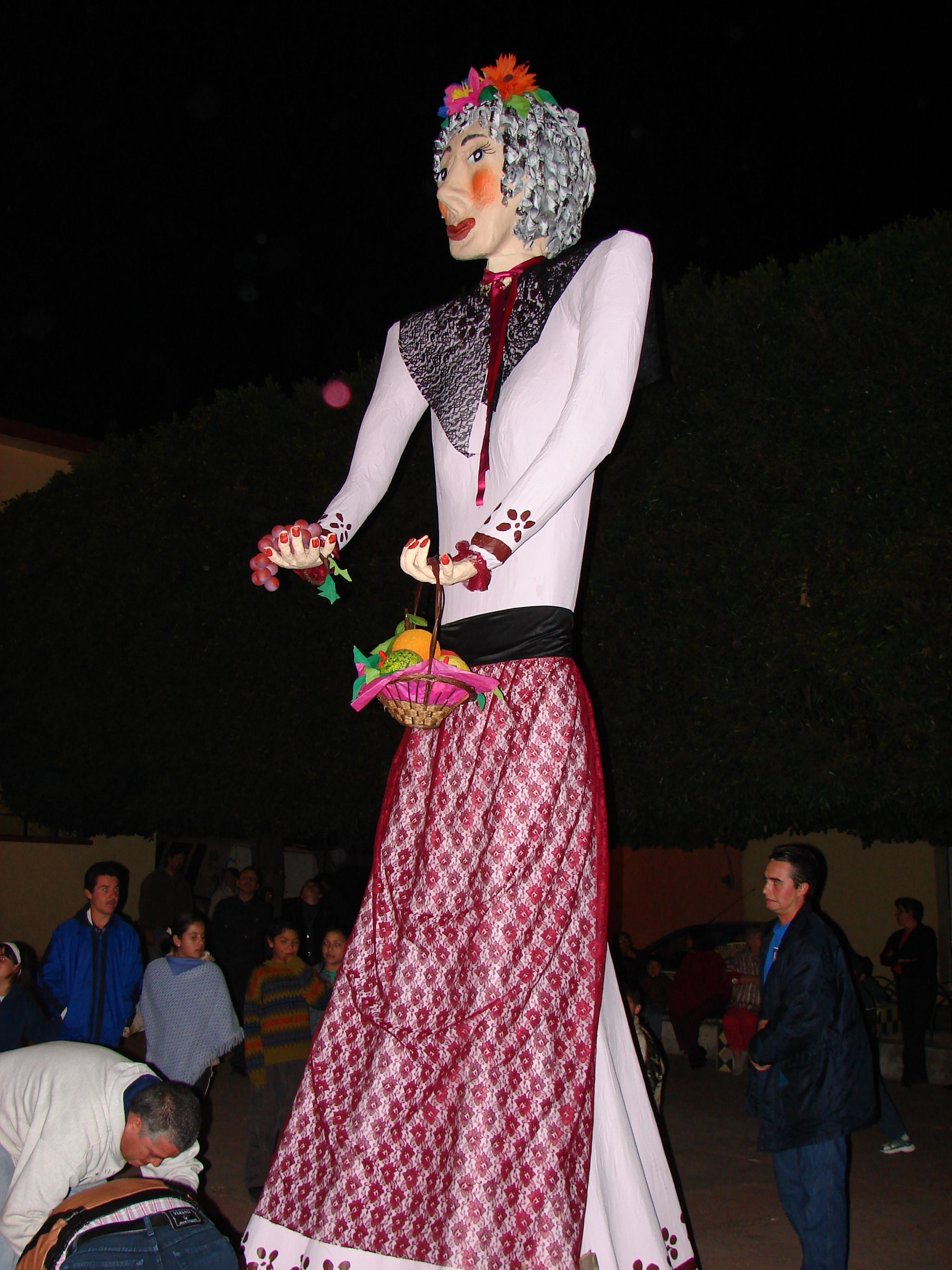
La fiesta de la Befana se celebra cada año en Chipilo, Puebla, y es herencia intangible de esta comunidad.

Varios lingüistas locales y extranjeros han tratado de establecer un sistema de escritura para el dialecto véneto de Chipilo. La lingüista estadounidense Carolyn McKay creó un sistema mientras realizaba su investigación de posgrado en la Universidad de las Américas de Puebla. Con base principalmente en el alfabeto italiano, su propuesta se publicó en un libro titulado: Il dialetto veneto di Segusino e Chipilo. Este sistema ha sido utilizado en varias publicaciones hechas por los chipileños, pero no ha recibido total aceptación, ya que la mayoría prefieren utilizar el alfabeto español que aprenden en la escuela, aunque este no tenga grafías específicas para las sonidos inexistentes en el español mexicano, como la S sonora y la [θ].[cita requerida]
El lingüista y escritor Eduardo Montagner Anguiano ha sugerido la creación de un sistema de escritura estandarizado basado en el alfabeto español (propuesta de escritura castellanizada), y el grupo cultural "Véneti a Chipilo" ("Venetos en Chipilo") ha adoptado este sistema en la publicación del boletín cultural Al Nostro, además de existir, desde el 2002, un foro cibernético creado por Montagner con el fin de que vénetos chipileños y de otras partes del mundo se comuniquen en su lengua, sin importar la grafía utilizada. Sin embargo, más que estandarizar creando rígidas reglas ortográficas para esta lengua minoritaria en proceso de desplazamiento por el español, la propuesta de escritura castellanizada busca lograr eficiencia comunicativa entre los chipileños recurriendo a la grafía que les enseñan en las aulas.[cita requerida]
El historiador de la comunidad es José Agustín Zago Bronca, licenciado en filosofía por la Universidad Salesiana de Roma, autor de varios libros como Breve historia de Chipilo (1982), Los Cuah'tatarame de Chipíloc (1999, reedición en 2002, traducido al italiano como Grandi e grossi da Chipilo) y Chipilo: 120 años (2002). También registra por escrito la tradición oral, compone música y escribe poemas y relatos en lengua véneta y en español.[cita requerida]
El escudo de Chipilo, que reza "labor omnia vincit", para cuyo diseño la presidencia auxiliar realizó una convocatoria pública, muestra al León Véneto, y se oficializó en 1982, al cumplirse el centenario de la fundación del pueblo. Ganador de dicha convocatoria resultó el joven Bernardo Stefanoni Berra, por ese entonces estudiante de tercer grado de educación secundaria.[cita requerida]
La primera novela escrita íntegramente en véneto chipileño se titula Al prim (El primero), de Eduardo Montagner Anguiano, y trata sobre Giuseppe Roman, nacido en el municipio de Quero, provincia de Belluno, en la localidad de Cilladon, quien emigró a los doce años con su familia y fue la primera persona enterrada en el cementerio de la comunidad (a los 26 años de edad).[cita requerida]
El himno de Chipilo fue escrito, en italiano, por Humberto Orlansino, en 1982.[cita requerida]
Otra tradición de Chipilo es el juego de las bochas, deporte vinculado estrechamente con los bolos y la petanca y con un ancestro común en los juegos practicados en el imperio romano. La forma en que se practica actualmente se desarrolló en Italia (donde se le llama bocce), y se juega en distintos países de Europa y también en los países que recibieron inmigrantes italianos, como Australia, Perú, Argentina, Chile, Uruguay, México (Chipilo y Huatusco) y Venezuela.[cita requerida]